# Peter Rund
Peter Rund (geb. 21. Februar 1943 in Gotha) ist ein ehemaliger Wasserballer, Schwimmer und Schwimmtrainer.
Peter Rund spielte für den SC Dynamo Berlin. Er bestritt 113 Spiele für die Wasserball-Nationalmannschaft der DDR. 1966 wurde er mit der DDR Vizeeuropameister. 1968 belegte bei den Olympischen Spielen in Mexiko mit der DDR-Mannschaft den 6. Platz. 1967 und 1969 gewann Rund mit dem SC Dynamo Berlin die DDR-Meisterschaft im Wasserball. Daneben war Rund auch als Schwimmer aktiv und wurde 1970 mit der Staffel des SC Dynamo Berlin Meister über 4 × 200 m Freistil. Im Einzelwettbewerb über 200 m Freistil wurde er ebenfalls 1970 Dritter. Hinzu kommen weitere sechs Medaillen mit den Freistilstaffeln des SC Dynamo.
Nach seiner aktiven Laufbahn wurde Rund Trainer, er trainierte u. a. seine Tochter Cathleen Rund und die Wasserballer des SC Wedding Berlin. Er ist mit der ehemaligen Schwimmerin Evelyn Stolze verheiratet. Peter Rund ist zurzeit Trainingsleiter bei dem Handballverein OSG FredersdorfVogelsdorf.